# Yazdanismo
El Yazdanismo es un término (derivado de las lenguas iranias yazdān "divinidad", "adoración") que fue introducido por Mehrdad Izady para definir las religiones preislámicas de los kurdos. Actualmente se subdivide en las denominaciones Yazidismo, Yarsanismo, y Alevismo (Ishikismo). Estas religiones continuaban la teología de las antiguas religiones de Mesopotamia bajo la influencia del Zoroastrianismo, y expresada a través del léxico sufí árabe y persa.
En las teologías Yazdani un dios absoluto trascendente (Hâk o Haq) engloba todo el universo.
Izady sostiene que la fe Yazdani era la religión principal de los habitantes de las Montañas Zagros, incluyendo los kurdos, hasta su progresiva islamización al siglo X.

## Creencias principales
El Yazdanismo enseña que el mundo tiene una naturaleza cíclica con reencarnación de la divinidad y de las personas con encarnación del alma de un hombre en forma humana, en animal o incluso en una planta. Hay siete ciclos en la vida del universo, seis de ellos ya han pasado. En cada uno de los ciclos hay un conjunto de seis personas reencarnadas (una de hembra y cinco de macho). La reencarnación de la divinidad puede ser en tres formas una de ellas es en el cuerpo.